# Joe Hill (Schriftsteller)

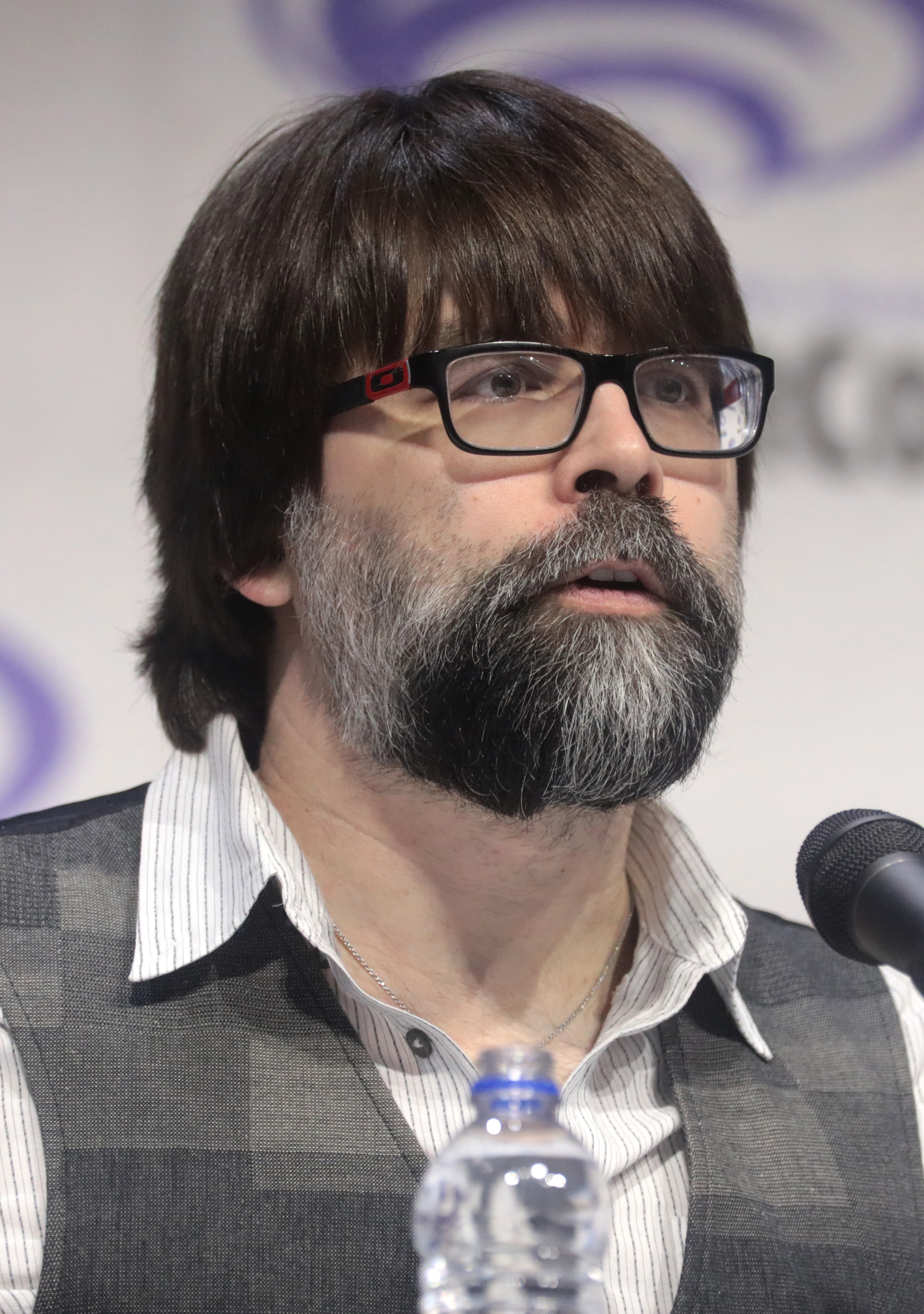
Joe Hill (2019)

Joseph Hillström King (* 4. Juni 1972 in Hermon, Maine) ist ein US-amerikanischer Schriftsteller. Seine Werke erscheinen unter dem Pseudonym Joe Hill.

## Leben und Werk
Joseph Hillström King wurde 1972 als Sohn der Schriftsteller Stephen und Tabitha King geboren. Er wuchs als mittleres von drei Kindern in Bangor auf. Sein jüngerer Bruder Owen King ist ebenfalls Schriftsteller; seine ältere Schwester ist Pfarrerin.
1995 absolvierte er sein Studium am Vassar College und widmete sich danach dem Schreiben. 1997 wurde seine erste Kurzgeschichte The Lady Rests veröffentlicht. Um nicht sofort mit seinem prominenten Vater in Verbindung gebracht zu werden, veröffentlicht er seine Werke unter dem Pseudonym Joe Hill. Erst 2006 wurde das Geheimnis seiner wahren Identität gelüftet.
Für seine in zahlreichen Zeitschriften und Anthologien erschienenen Kurzgeschichten wurde er bereits mehrfach ausgezeichnet. Er erhielt unter anderem das Ray Bradbury Fellowship sowie 2006 den Bram Stoker Award, den British Fantasy Award sowie den World Fantasy Award für seine Kurzgeschichtensammlung 20th Century Ghosts. 2007 erschien mit Heart-Shaped Box (deutsch: Blind) sein erster Roman, für den er sowohl den Bram Stoker Award, den Locus Award und den International Thriller Award für den besten Erstlingsroman erhielt. Es folgten weitere Romane, darunter 2010 Horns (Teufelszeug) und 2013 NOS4A2 (Christmasland). Gemeinsam mit seinem Vater schrieb er 2012 die Kurzgeschichte Throttle (Vollgas) sowie In the Tall Grass (Im hohen Gras), die beide in der im Oktober 2019 erschienenen Kurzgeschichtensammlung Full Throttle vereint sind. 2013 erschien mit Once Upon a Dead Gull ein Roman gemeinsam mit Janna Hill.
Hill ist in zweiter Ehe seit Mai 2018 verheiratet und lebt in New Hampshire. Er hat drei Kinder aus seiner ersten Ehe. Die schwierige Phase in seinem Leben zum Ende seiner ersten Ehe hin habe ihn zu seinem Romanerfolg Horns inspiriert, so Hill in einem Interview mit der britischen Tageszeitung The Telegraph.

## Adaptionen
Teufelszeug wurde als Horror-Drama Horns im Jahr 2013 mit Daniel Radcliffe verfilmt. Im Jahr 2019 veröffentlichte der US-Sender AMC eine Serienadaption des Romans NOS4A2.
Der Streaminganbieter Netflix bestätigte im Juli 2018, dass eine Serie zur Comic-Buch-Reihe Locke & Key in Auftrag gegeben worden sei und eine Staffel mit 10 Episoden veröffentlicht werden solle. Dies ist – nach 2011 bei FOX und 2018 bei Hulu – der dritte Versuch, aus dieser Vorlage eine Serie zu produzieren. Am 7. Februar 2020 war der Serienstart auf Netflix.
Die Kurzerzählung Im hohen Gras wurde von Vincenzo Natali zu einem Spielfilm umgearbeitet, der im September 2019 erschien und von Netflix im Oktober 2019 ins Programm aufgenommen wurde.
Der Film The Black Phone, basierend auf der gleichnamigen Kurzerzählung aus dem Jahr 2004 (dt.: Das schwarze Telefon), kam im Juni 2022 in die Kinos und stellt die erste Spielfilmadaption eines Werkes von Joe Hill dar. Nach allgemein positiven Kritiken und großem kommerziellen Erfolg an den nordamerikanischen Kinokassen, kündigte Produzent Jason Blum auf der CinemaCon im April 2023 eine Fortsetzung von The Black Phone an.

## Bibliographie

### Kurzgeschichten
Joe Hill schrieb zahlreiche Kurzgeschichten, die in verschiedenen Zeitschriften und Anthologien erschienen.
- 20th Century Ghosts. New York 2005 (dt.: Black Box Heyne, München 2008, ISBN 978-3-453-81164-5). – Kurzgeschichtensammlung.
- Strange Weather. Oktober 2017 (Sammlung von vier Kurzromanen) (deutsche Veröffentlichung im Festa-Verlag am 24. November 2020, ISBN 978-3-86552-876-6).
- Full Throttle. Oktober 2019 (dt.: VOLLGAS, Sammlung von Kurzerzählungen; deutsche Veröffentlichung im Festa-Verlag erschienen am 21. Mai 2021, ISBN 978-3-86552-906-0).

### Romane
- Heart-Shaped Box. William Morrow, New York 2007 (dt.: Blind. Heyne, München 2007, ISBN 978-3-453-26546-2).
- Horns. 2010 (dt.: Teufelszeug. Heyne, München 2010, ISBN 978-3-453-26561-5).
- NOS4A2. 2013 (dt.: Christmasland Heyne, München 2013, ISBN 978-3-453-26882-1).
- The Fireman. 2016 (dt.: Fireman. Heyne, München 2017, ISBN 978-3-453-31834-2).

### Comics
Neben den genannten schrieb Joe Hill weitere kurze Comics.
- Locke & Key. Panini-Verlag, Stuttgart 2008–2013. – Comic-Serie.
- Wraith: Welcome to Christmasland. (2013–2014)
- Dying is Easy. Graphic Novel, 2020 (illustriert von Martin Simmonds)

### Kollaborationen
- Throttle gemeinsam mit Stephen King, 2012 (dt.: Vollgas Heyne, München 2014, ISBN 978-3-641-13048-0 (E-Book))
- In the Tall Grass gemeinsam mit Stephen King, 2012  (dt.: Im hohen Gras Heyne, München 2013, ISBN 978-3-641-11985-0)
- Once Upon a Dead Gull gemeinsam mit Janna Hill, 2013
- Stephen King: On Writing: A Memoir of the Craft: Twentieth Anniversary Edition with Contributions from Joe Hill and Owen King, Hodder Paperbacks 2020, ISBN 978-1-4447-2325-0

### Drehbuch
- Fade Away. 2005 (zusammen mit seinem Bruder Owen King)

## Auszeichnungen
- 2006: Bram Stoker Award, 20th Century Ghosts
- 2006: British Fantasy Award, 20th Century Ghosts
- 2006: International Horror Guild Award, 20th Century Ghosts
- 2006: Bram Stoker Award, Best New Horror, long fiction
- 2006: British Fantasy Award, Best New Horror, short fiction
- 2006: World Fantasy Award, Voluntary Committal, Beste Novelle
- 2006: William L. Crawford Fantasy Award, 20th Century Ghosts
- 2007: Sydney J. Bounds Best Newcomer Award
- 2008: Bram Stoker Award, Heart-Shaped Box, Bester Erstlings-Roman
- 2008: Locus Award, Heart-Shaped Box, Bester Erstlings-Roman
- 2012: British Fantasy Award, Locke and Key, Bester Comic (gemeinsam mit Gabriel Rodriguez)
- 2017: Locus Award, The Fireman, Bester Horror-Roman
- 2017: Bram Stoker Award, Strange Weather, Sammlung von Erzählungen
- 2018: British Fantasy Award, Strange Weather, Beste Sammlung